# سكوت ساندرز (مخرج)
سكوت ساندرز (بالإنجليزية: Scott Sanders)‏ هو كاتب سيناريو ومخرج أمريكي، ولد في 10 يونيو 1968 في إليزابيث سيتي في الولايات المتحدة.

## وصلات خارجية
- سكوت ساندرز على موقع IMDb (الإنجليزية)
- سكوت ساندرز على موقع ألو سيني (الفرنسية)
- سكوت ساندرز على موقع أول موفي (الإنجليزية)
- سكوت ساندرز على موقع قاعدة بيانات الأفلام السويدية (السويدية)
- سكوت ساندرز على موقع قاعدة بيانات الفيلم (الإنجليزية)
- سكوت ساندرز على موقع كينوبويسك (الروسية)